# Chipre en los Juegos Paralímpicos de Atenas 2004
Chipre estuvo representado en los Juegos Paralímpicos de Atenas 2004 por cinco deportistas, tres mujeres y dos hombres.

## Medallistas
El equipo paralímpico chipriota obtuvo las siguientes medallas:
| Nombre               | Deporte  | Evento                    |
| -------------------- | -------- | ------------------------- |
| Oro                  |          |                           |
| Karolina Pelendritou | Natación | 100 m braza SB13 femenino |
| Plata                |          |                           |
| —                    |          |                           |
| Bronce               |          |                           |
| —                    |          |                           |